# Charinus camachoi
Espèce
Synonymes
- Charinides camachoi Gonzalez-Sponga, 1998

Charinus camachoi est une espèce d'amblypyges de la famille des Charinidae.

## Distribution
Cette espèce est endémique de l'État de Mérida au Venezuela,. Elle se rencontre vers Chiguará.

## Description
La carapace du mâle holotype décrit par Miranda, Giupponi, Prendini et Scharff en 2021 mesure 2,52 mm de long sur 2,94 mm et celle de la femelle paratype 1,62 mm de long sur 1,92 mm.

## Systématique et taxinomie
Cette espèce a été décrite sous le protonyme Charinides camachoi par González-Sponga en 1998. Elle est placée dans le genre Charinus par Harvey en 2003.

## Étymologie
Cette espèce est nommée en l'honneur de Carlos Raúl Camacho Acosta.

## Publication originale
- González-Sponga, 1998 : « Aracnidos de Venezuela. Dos nuevas especies del genero Charinides Gravely, 1911 (Amblypygi: Charontidae). » Acta Biologica Venezuelica, vol. 18, no 3, p. 1-8.